# Bernard Rowe
Bernard James Rowe (ur. 15 maja 1904, zm. 5 marca 1986) – brytyjski zapaśnik walczący w stylu wolnym. Dwukrotny olimpijczyk. Zajął szóste miejsce w Amsterdamie 1928 i jedenaste w Paryżu 1924. Walczył w wadze średniej i półciężkiej.
Czwarty na mistrzostwach Europy w 1929. Srebrny medalista igrzysk Imperium Brytyjskiego w 1934 roku, gdzie reprezentował Anglię. Zdobył sześć tytułów mistrza kraju w latach 1928, 1929 i 1931-1933.

## Letnie Igrzyska Olimpijskie 1924
| Konkurencja      | Rundy eliminacyjne     | Klas. końcowa |
| Konkurencja      | 1/8                    | Miejsce       |
| ---------------- | ---------------------- | ------------- |
| 79 kg styl wolny | Emile Tognetti (SUI) P | 11.           |

## Letnie Igrzyska Olimpijskie 1928
| Konkurencja      | Rundy eliminacyjne        | Klas. końcowa |
| Konkurencja      | 1/4                       | Miejsce       |
| ---------------- | ------------------------- | ------------- |
| 87 kg styl wolny | Joseph Van Assche (BEL) P | 6.            |